# Витень (село)
Витень (укр. Витень) — село в Ратновской поселковой общине Ковельского района Волынской области Украины.
До 2020 года входило в Ратновский район.
Код КОАТУУ — 0724281009. Население по переписи 2001 года составляет 93 человека. Почтовый индекс — 44112. Телефонный код — 3366. Занимает площадь 0,353 км².